# Josep Antoni Balcells i Camps
Josep Antoni Balcells i Camps (Sant Esteve de Castellar, Vallès, 15 d'agost de 1777 - Barcelona, 1 de juny de 1857) fou un químic i farmacèutic català.
Fill de farmacèutic, es formà a la farmàcia del seu pare, obtenint el títol de farmacèutic, després d'examinar-se al "Real Tribunal del Protomedicato de Catalunya" el 1795. Estudià un curs de filosofia al convent dels trinitaris calçats de Barcelona, que acabà en 1797. Entre 1801 i 1802 assistí als cursos de Farmàcia i Química, impartits per Joan Ameller i Mestre, al Reial Col·legi de Cirurgia de Barcelona. També fou alumne de doctor Francesc Carbonell i Bravo en 1805 i estudià matemàtiques amb fra Agustí Canelles i Carreres, director de l'Escola Nàutica de Reial Consolat de Catalunya durant els anys 1806 i 1807.
Contribuí a la indústria del seu país amb estudis i experiments, el més important dels quals fou el descobriment, en 1800, de la tinció del cotó de color roig d'Adrianòpolis, tècnica fins llavors emprada únicament pels turcs. Per a tal fi, constituí una societat a Sant Martí de Provençals. També serví en l'exèrcit d'operacions de Catalunya durant la Guerra de la Independència com a ajudant de farmàcia a Vilafranca del Penedès.
El 1804 fou nomenat per la Junta Superior Governativa de Farmàcia visitador general de les farmàcies de l'arquebisbat de Tarragona, del bisbat de Lleida, del bisbat de Tortosa i de la part occidental del de Barcelona. El 1815, l'esmentada Junta li conferí el títol de doctor en Farmàcia. Fou el fundador del Col·legi de Farmàcia de Sant Victorià de Barcelona (vegeu casa Francesca Vilardell), en el qual el 1815 guanyà la càtedra de física i química. Amb Francesc Piguillem i Verdacer i Agustí Yánez Girona impulsà el Periódico de la Sociedad de Salud Pública de Cataluña (1821), important en el progrés científic català. Fou apotecari de cambra de Ferran VII.
El 1823 hagué d'emigrar a França, després de ser perseguit pels liberals, adversaris polítics, però va tornar uns mesos més tard presentant-se a la regència del regne, quedant agregat al Col·legi de Sant Fernando de Madrid, on va explicar l'assignatura de Física i Química. En acabar el curs fou autoritzat a traslladar-se a l'escola de Farmàcia de Barcelona. El 1824 tornà a la seva càtedra de Barcelona. Publicà nombrosos treballs científics, i fou membre d'un gran nombre d'acadèmies i corporacions científiques, com la Société Linnéenne de París, l'Acadèmia Mèdica Matritense, la Sociedad de amigos del país de Ecija, les Societats Linneana i d'Agricultura, Comerç i Arts de Narbona, les Societats Linneana i de Química de París, l'Acadèmia de Medicina i Cirurgia de Barcelona o la Reial Acadèmia de Ciències i Arts de Barcelona (RACAB), en la qual ingressà el 1820. En aquesta Acadèmia, ocupà diversos càrrecs, com el de director de Química i director i conservador del gabinet de la Secció de Ciències Fisicoquímiques, i també ocupà el càrrec de president entre els anys 1849 i 1850.
Els seus coneixements científics que abastaven les ciències naturals, la física i la química, el portaren a dedicar-se a les anàlisis químiques, especialment d'aigües minerals. El 1841 el Col·legi d'Apotecaris de Barcelona el nomenà membre de la comissió creada per estudiar i aprovar el projecte presentat per Antonio Mínguez, per a l'establiment, d'una fàbrica d'aigües minerals artificials.